# Euphorbia pirottae
Euphorbia pirottae là một loài thực vật có hoa trong họ Đại kích. Loài này được N.Terracc. mô tả khoa học đầu tiên năm 1894.